# Familienleben (Film)
Familienleben ist ein polnischer Spielfilm aus dem Jahr 1971. Der zweite Kinofilm von Krzysztof Zanussi kam am 24. September 1971 in die polnischen Kinos. Eine deutsche Synchronfassung wurde erstmals am 13. Januar 1973 im DDR-Fernsehen ausgestrahlt.

## Handlung
Wit ist ein junger Ingenieur, der sich im neuen sozialistischen Polen gut zurechtfindet. Seine Familie tut sich damit wesentlich schwerer. Der Vater lebt mit Tochter Bella und seiner Schwägerin in der heruntergekommenen Villa, die bereits seit Generationen der Familie gehörte. Dort vegetieren sie dahin, können und wollen sich nicht den neuen Zeiten anpassen. Vor dem Zweiten Weltkrieg besaß der Vater eine Glashütte, jetzt produziert er in einer kleinen Werkstatt Schmuckkugeln für Weihnachtsbäume. Sohn Wit war seit sechs Jahren nicht mehr zu Hause. Jetzt fährt er jedoch mit seinem Freund Marek zu einem Familientreffen, da er in einem Telegramm mitgeteilt bekommen hat, dass sein Vater schwer krank sei. Als Wit und Marek in der Villa eintreffen, stellt sich jedoch heraus, dass der Vater keineswegs erkrankt ist. Er möchte vielmehr, dass sein Sohn nach Hause zurückkommt und die Werkstatt des Vaters übernimmt. Die Gespräche mit dem Vater können Wit jedoch nicht davon überzeugen, dass er zur Familie zurückkehrt. Stattdessen beobachtet er, wie seine Schwester Bella mit Marek anbändelt. Marek versucht Bella davon zu überzeugen, das väterliche Haus mit ihm zu verlassen. Bella möchte den Vater jedoch nicht allein mit der verrückten Tante zurücklassen. Marek verlässt das Treffen vorzeitig ohne Wit. Wenig später verlässt auch Wit die Familie, ohne sich vom Vater zu verabschieden.

## Kritik
„Die exzellent gespielte, ebenso leidenschaftliche wie bittere Beschreibung zweier Welten und Generationen, die eine unüberbrückbare Kluft trennt.“

## Auszeichnungen
Der Film wurde zum Wettbewerb der Internationalen Filmfestspiele von Cannes 1971 eingeladen, ging bei der Preisvergabe jedoch leer aus. In Polen wurde der Film 1972 von der Filmzeitschrift „Film“ als bester Film des Jahres ausgezeichnet.